# Cắt nhỏ
Cắt nhỏ (danh pháp hai phần: Falco naumanni) là một loài chim lá thuộc chi Cắt trong họ Cắt (Falconidae).
Loài này sinh sản từ Địa Trung Hải qua Nam Trung Bộ châu Á đến Trung Quốc và Mông Cổ. Đó là một loài di mùa hè, trú đông ở châu Phi và Pakistan và đôi khi ngay cả Ấn Độ và Iraq. Nó là hiếm thấy ở phía bắc của phạm vi sinh sản, và suy giảm của nó ở khu vực phân bố châu Âu. Tên khoa học của loài chim này tưởng niệm nhà tự nhiên học người Đức Johann Andreas Naumann.

## Hình ảnh

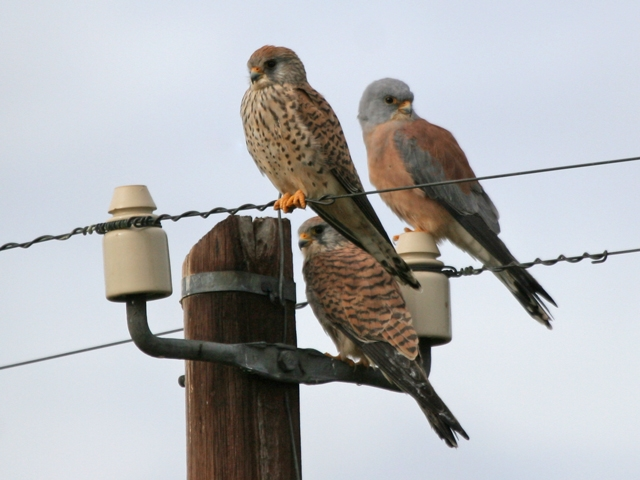
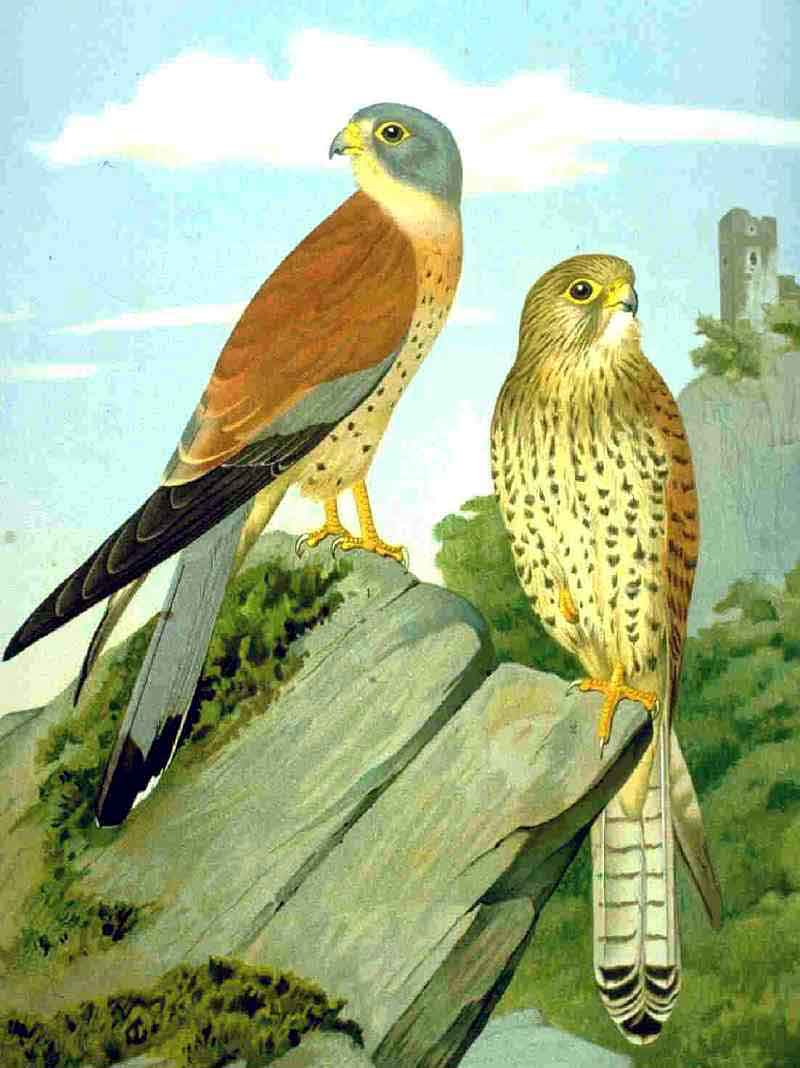
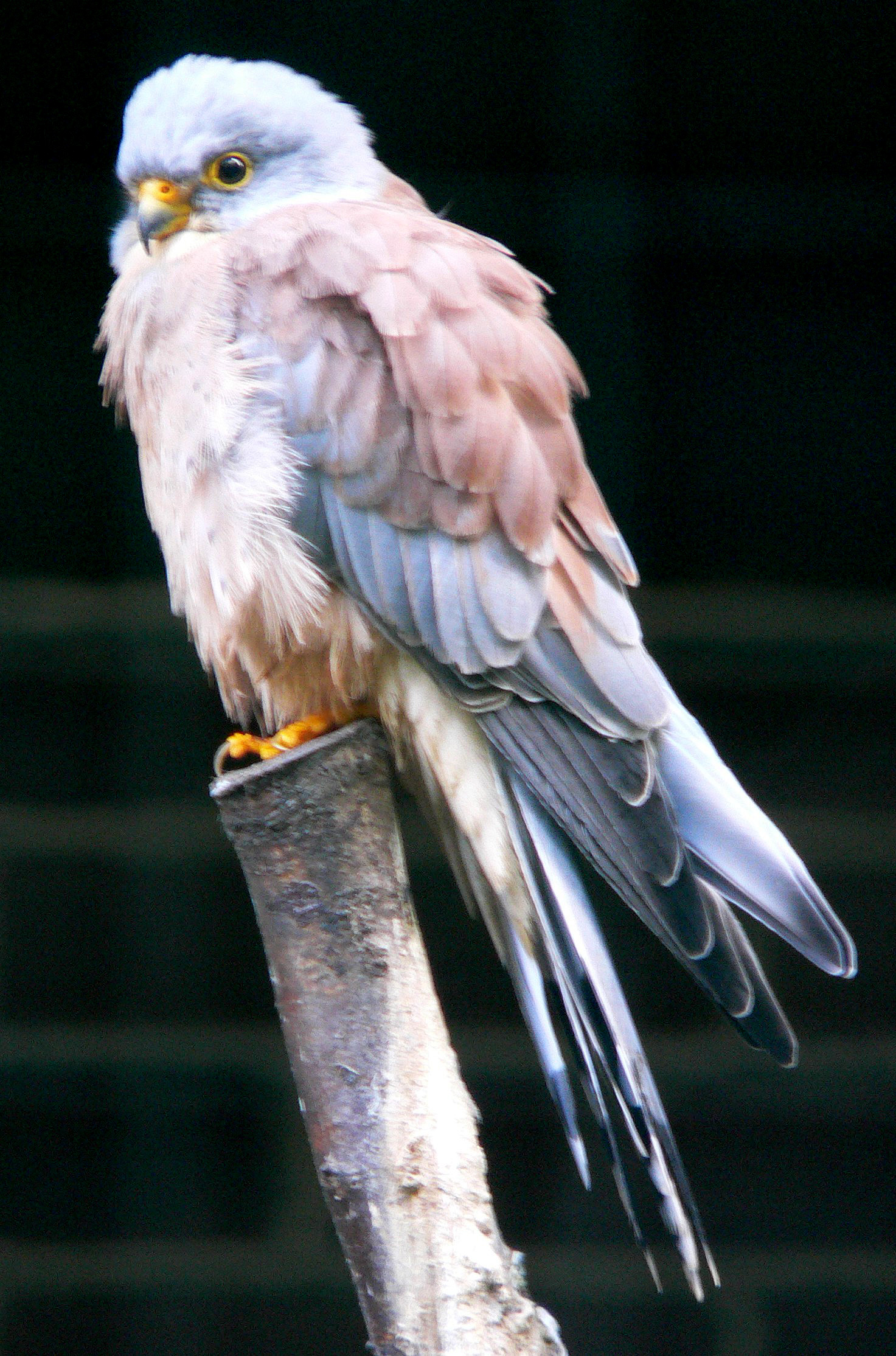
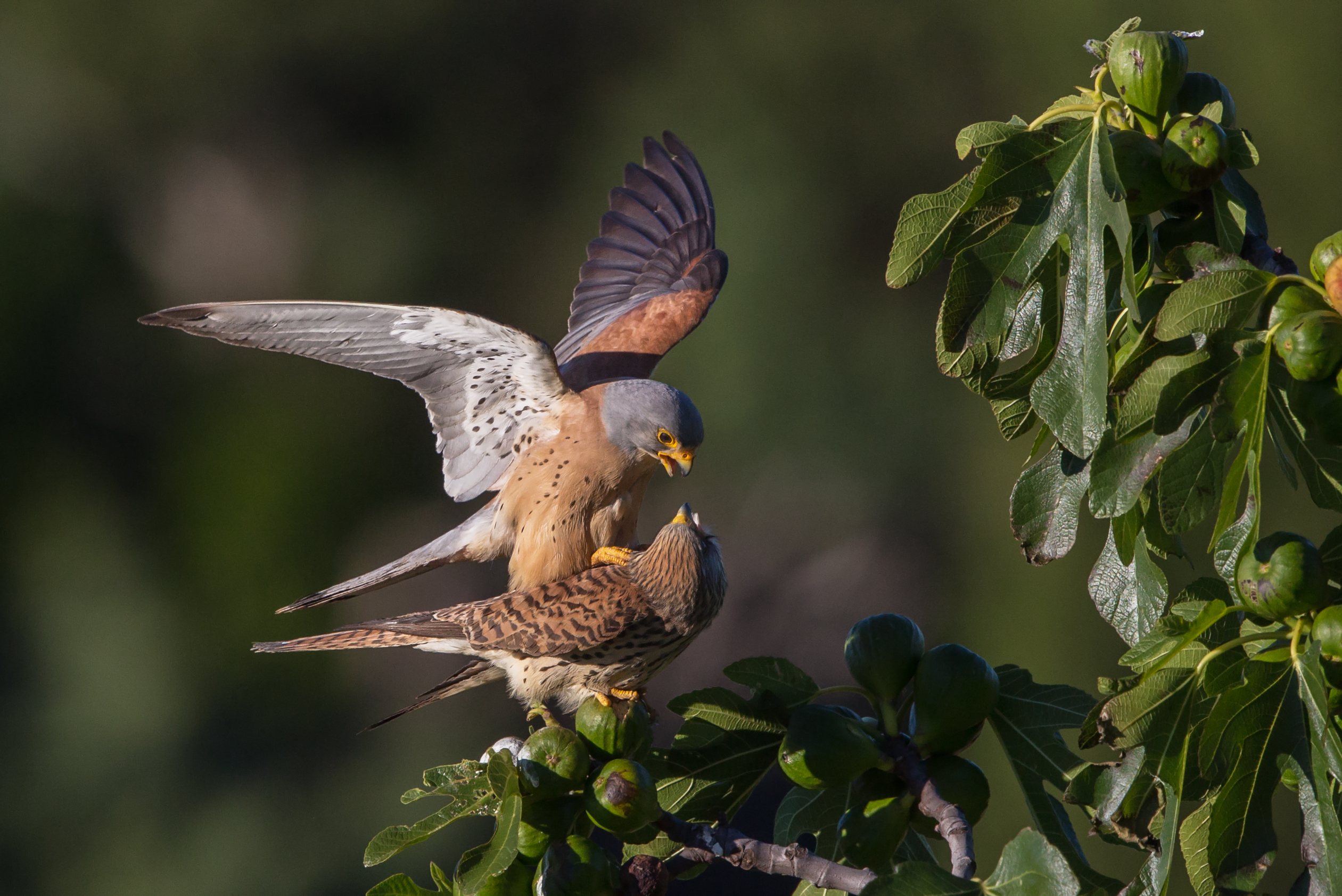
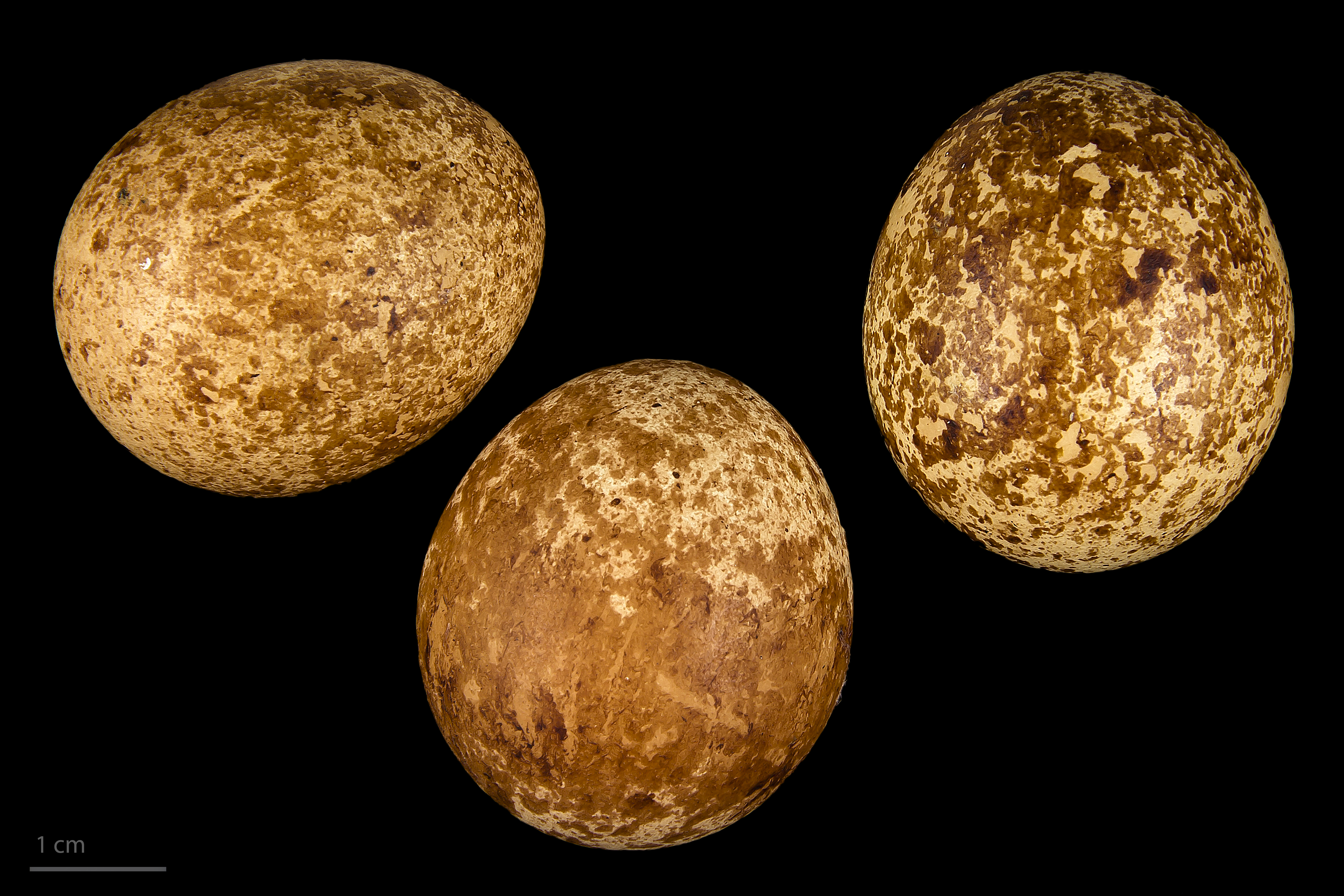
Museum specimen